# Euophrys everestensis
Euophrys everestensis är en spindelart som beskrevs av Fred R. Wanless 1975. Euophrys everestensis ingår i släktet Euophrys och familjen hoppspindlar. Inga underarter finns listade i Catalogue of Life.